# هنريكي (لاعب كرة قدم مواليد 1987)
هنريكي هو لاعب كرة قدم برازيلي في مركز الهجوم، ولد في 11 مايو 1987 في ساو باولو في البرازيل. لعب مع أتلتيكو باراناينسي ونادي ريو أفي ونادي فيلا ريال ونادي كويابا.